# 愛しておくれ (リトル・リチャードの曲)
「愛しておくれ」（あいしておくれ、Send Me Some Lovin'）は、1950年代に生まれたロックのスタンダード曲。
ジョン・マラスカルコが、レオ・プライス (Leo Price) とともに作詞作曲した。リトル・リチャードの1957年2月のシングル「ルシール」のB面として発表された。また、1958年に発表した2枚目のスタジオ・アルバム『Little Richard』に収録された。

## その他のバージョン
クリケッツは、いち早く1957年のデビュー・アルバム『ザ・チャーピング・クリケッツ (The "Chirping" Crickets)』でこの曲をとり上げていた。このほか、様々なアーティストたちが吹き込んでおり、サム・クック、バディ・ホリー、ブレンダ・リー、スティーヴィー・ワンダー、ハンク・ウィリアムズ・ジュニア、オーティス・レディング、ジョン・レノンなどによる録音がある。
サム・クックのバージョンは、Billboard Hot 100 チャートにおいて、1963年2月23日付で最高13位まで上昇した。

## 日本における普及
リトル・リチャードのバージョンは、日本盤では「ルシヤ」ないし「ルシル」と題された「ルシール」のシングルB面に収められたほか、この曲と「ジェニ・ジェニ」をカップリングさせたシングルも発売された。また、1963年には長沢純が、自らの日本語詞による歌唱でカバーし、シングルに収録した。
日本語題である「愛しておくれ」のほか、原題の音写である、「センド・ミー・サム・ラヴィン」、ないし、「センド・ミー・サム・ラビン」が曲名とされることもある。